# حسان العقبي
هشام حسان العقبي بن حدوش (ولد في 17 أغسطس 1989 في الجزائر) لاعب كرة قدم جزائري يجيد اللعب في مركز الوسط المهاجم وبدرجة أقل الجناح الأيمن والمهاجم. يلعب حاليا لصالح إتحاد الحراش منذ 2024 في القسم الثاني .

## المسيرة الرياضية

### الأندية
في 1 يوليو 2007 تم تصعيده للفريق الأول في اتحاد الحراش الجزائري. في موسمه الأول 2007-2008 وفي بطولة دوري الدرجة الثانية ساهم في احتلال فريقه المركز الثاني برصيد 70 نقطة من 36 مباراة بفارق نقطة واحدة عن البطل مولودية شباب العلمة وبالتالي صعد إلى الدرجة الأولى.
في موسمه الثاني 2008-2009 وفي بطولة دوري الدرجة الأولى ساهم في احتلال فريقه المركز الحادي عشر برصيد 40 نقطة من 32 مباراة بفارق سبع نقاط عن منطقة الهبوط. وفي بطولة كأس الجزائر خرج فريقه من الجولة الأولى عندما خسر من وفاق سطيف 0-1 في الدور32.
في موسمه الثالث والأخير 2009-2010 وفي بطولة دوري الدرجة الأولى ساهم في احتلال فريقه المركز الخامس برصيد 52 نقطة من 34 مباراة بفارق 14 نقطة عن البطل مولودية الجزائر. وفي بطولة كأس الجزائر خرج فريقه من الجولة الأولى عندما خسر من شبيبة بجاية 2-6 في الدور32.
في 1 يوليو 2010 انتقل العقبي من اتحاد الحراش إلى نصر حسين داي الجزائري في صفقة انتقال حر. في موسمه الأول 2010-2011 وفي بطولة دوري الدرجة الثانية ساهم في احتلال فريقه المركز الثاني برصيد 52 نقطة من 30 مباراة بفارق أربع نقاط عن البطل شباب قسنطينة وبالتالي صعد إلى الدرجة الأولى. وفي بطولة كأس الجزائر ساهم في وصول فريقه إلى الدور الثمن النهائي عندما خسر من وفاق سطيف 1-2.
في موسمه الثاني والأخير 2011-2012 وفي بطولة دوري الدرجة الأولى ساهم في احتلال فريقه المركز الخامس عشر قبل الأخير برصيد 26 نقطة من 30 مباراة بفارق تسع نقاط عن منطقة الأمان وبالتالي الهبوط سريعا إلى الدرجة الثانية. وفي بطولة كأس الجزائر خرج من الجولة الأولى عندما خسر من جمعية الخروب 0-1 في الدور32.
في 1 يوليو 2012 انتقل العقبي من نصر حسين داي إلى وفاق سطيف الجزائري في صفقة انتقال حر. في موسمه الأول 2012-2013 وفي بطولة دوري الدرجة الأولى ساهم في تتويج فريقه بالبطولة بعدما تصدر الترتيب برصيد 59 نقطة من 30 مباراة وبالتالي يلحقق العقبي أولى بطولاته الشخصية. وفي بطولة كأس الجزائر ساهم في وصول فريقه إلى الدور النصف النهائي عندما خسر من مولودية الجزائر 2-3. وفي بطولة دوري أبطال أفريقيا ساهم في وصول فريقه إلى الدور الثمن النهائي عندما خسر من إيه سي ليوباردز الكونغولي بركلات الترجيح بعد تعادلهما 4-4 في مجموع المباراتين. ثم انتقل للعب في كأس الكونفيدرالية الأفريقية حيث خرج من دور المجموعات بعد احتلاله المركز الرابع الأخير في المجموعة الثانية برصيد أربع نقاط من ست مباريات بفارق خمس نقاط عن صاحب المركز الثاني المؤهل إلى الدور النصف النهائي.
في موسمه الثاني والأخير 2013-2014 وفي بطولة دوري الدرجة الأولى ساهم في المركز الثالث برصيد 53 نقطة من 30 مباراة بفارق 15 نقطة عن البطل اتحاد الجزائر. وفي بطولة كأس الجزائر ساهم في وصول فريقه إلى الدور الثمن النهائي عندما خسر من شباب القسطنطينة بركلات الترجيح. وفي بطولة كأس السوبر الجزائري خسر فريقه من اتحاد الجزائر 0-2.
في 1 يوليو 2014 انتقل العقبي من وفاق سطيف إلى اتحاد بلعباس الجزائري في صفقة انتقال حر. في موسمه الوحيد 2014-2015 وفي بطولة دوري الدرجة الأولى ساهم في المركز السادس عشر الأخير برصيد 33 نقطة من 30 مباراة بفارق ست نقاط عن منطقة الأمان وبالتالي الهبوط إلى الدرجة الثانية. وفي بطولة كأس الجزائر ساهم في وصول فريقه إلى الدور الثمن النهائي عندما خسر من شباب القسطنطينة 0-1.
في 1 يوليو 2015 انتقل العقبي من اتحاد بلعباس إلى مولودية وهران الجزائري في صفقة انتقال حر. في موسمه الوحيد 2015-2016 وفي بطولة دوري الدرجة الأولى ساهم في المركز الثاني عشر برصيد 38 نقطة من 30 مباراة بفارق نقطتين عن منطقة الهبوط. وفي بطولة كأس الجزائر ساهم في تتويج فريقه بالبطولة بعدما تغلب في المباراة النهائية على نصر حسين داي 1-0 ليحقق العقبي ثاني بطولاته الشخصية. انتهى العقد الذي يربط بين الطرفين في 30 يونيو 2016.
في 1 أكتوبر 2016 انتقل العقبي إلى مولودية وجدة المغربي في صفقة انتقال حر. في موسمه الوحيد 2016-2017 وفي بطولة دوري الدرجة الثانية ساهم في المركز الثالث برصيد 44 نقطة من 30 مباراة بفارق أربع نقاط عن صاحب المركز الثاني المؤهل للصعود إلى الدرجة الأولى. وفي بطولة كأس العرش خرج فريقه من الجولة الأولى عندما خسر من الفتح الرباطي 1-3 في مجموع المباراتين.
في 26 يوليو 2017 انتقل العقبي من مولودية وجدة إلى اتحاد بسكرة الجزائري في صفقة انتقال حر. في موسمه الوحيد 2017-2018 وفي بطولة دوري الدرجة الأولى ساهم في المركز الرابع عشر برصيد 34 نقطة من 30 مباراة بفارق نقطتين عن منطقة الأمان وبالتالي الهبوط إلى الدرجة الثانية. وفي بطولة كأس الجزائر ساهم في وصول فريقه إلى الدور الثمن النهائي عندما خسر من اتحاد بلعباس 1-2.
في 1 يوليو 2018 انتقل العقبي من اتحاد بسكرة إلى ضمك السعودي في صفقة انتقال حر. في موسمه الوحيد 2018-2019 وفي بطولة دوري الدرجة الأولى ساهم في المركز الثاني برصيد 64 نقطة من 38 مباراة بفارق خمس نقاط عن البطل أبها وبالتالي الصعود إلى الدرجة الممتازة. وفي بطولة كأس خادم الحرمين الشريفين خرج من الجولة الأولى عندما خسر من الأمجاد 0-1 في الدور64.
في 1 أغسطس 2019 انتقل العقبي من ضمك إلى الجبلين السعودي في صفقة انتقال حر. في موسمه الوحيد 2019-2020 وفي بطولة دوري الدرجة الأولى ساهم في المركز السادس برصيد 57 نقطة من 38 مباراة بفارق 15 نقطة عن صاحب المركز الثالث المؤهل إلى الدرجة الممتازة. وفي بطولة كأس خادم الحرمين الشريفين خرج من الجولة الأولى عندما خسر من الهلال 2-4 في الدور32.
في 12 سبتمبر 2020 انتقل العقبي من الجبلين إلى الخليج السعودي في صفقة انتقال حر. في موسمه الأول 2020-2021 وفي بطولة دوري الدرجة الأولى ساهم في المركز الخامس عشر برصيد 44 نقطة من 38 مباراة بفارق خمس نقاط عن منطقة الهبوط.
في 26 يوليو 2021 انتقل العقبي من الخليج إلى الدرعية السعودي في صفقة انتقال حر. في موسمه الوحيد 2021-2022 وفي بطولة دوري الدرجة الأولى ساهم في احتلال فريقه المركز السابع عشر برصيد 42 نقطة من 38 مباراة بفارق خمس نقاط عن منطقة الأمان وبالتالي الهبوط إلى الدرجة الثالثة.
في 25 يوليو 2022 انتقل العقبي من الدرعية إلى المحرق البحريني في صفقة انتقال حر.

## الإنجازات

### الأندية

#### وفاق سطيف
- الرابطة الجزائرية المحترفة الأولى لكرة القدم (1): 2012–13

#### مولودية وهران
- كأس الجزائر (1): 2015–16